# Snowgoons
Snowgoons est un groupe de producteurs hip-hop allemand, créé en 1999 et composé de DJ Illegal et Det. Rejoint en 2006 par Torben et DJ WaxWork le groupe devient un véritable collectif, enchaînant les scènes à travers l'Europe et s'exilant aux États-Unis pour y développer de nouvelles collaborations. Leur renommée traverse les États et le collectif rencontre des membres du groupe Army of the Pharaohs, de laquelle naissent deux albums publiés chez Babygrande. L'équipe avoue s'inspirer de DJ Premier, Alchemist et de RZA.

## Biographie
Le groupe est formé en 1999 par Det et DJ Illegal, et apparaît pour la première fois avec un maxi single de Pal One. Ils participent en 2004, à l'EP Hip Hop - The Return of the Culture avec le rappeur Donald D du label Hot Shit. Un an plus tard, en 2005, le maxi-single Who What When Where avec Celph Titled et Majik est publié sur HipHopVinyl.de. Ce maxi-single contient des chansons issues de leur premier album publié en 2007. Leur premier album, German Lugers, est publié au label américain Babygrande Records. Il fait participer des artistes renommés de la scène hip-hop underground américaine comme notamment Sean Price de Heltah Skeltah, Edo G., Reef the Lost Cauze, Rasco des Cali Agents et Jus Allah.
En 2008, le groupe publie son deuxième album Black Snow chez Babygrande Records. Un total de 47 artistes participe à 21 chansons comme notamment Ill Bill, Defari, Psycho Realm, Army of the Pharaohs, et R.A. the Rugged Man. Le 17 mars 2009, Babygrande publie le double-album du groupe Doppel-Album The Snowgoons Instrumentals qui contient les versions instrumentales des deux albums German Lugers et Black Snow. En juillet 2009, le groupe publie un autre projet, baptisé German Snow, avec des artistes allemands comme Malediction, Aphroe (Ruhr AG), Nico Suave, et Torch. Le projet est publié au label Mad-Flava Records / Groove Attack. La même année, les Snowgoons publient leur troisième album officiel The Trojan Horse en octobre, toujours au label américain Babygrande Records. La fin de l'année 2009 voit paraitre un album en téléchargement gratuit intitulé Black Luger.
En décembre 2010, les Snowgoons publient leur quatrième album intitulé Kraftwerk sur leur propre label Goon Musick. Le clip Global Domination est produit par la société de production canadienne Reel Wolf. Également sur Goon Musick, les Snowgoons publient l'album The Iron Fist, la deuxième partie de A Fist in the Thought publié en 2009, et l'EP numérique Virohazard avec Viro the Virus au premier semestre 2011. En 2012, le groupe publie l'album Snowgoons Dynasty, qui atteint les classements américains. En automne 2014, le groupe publie un album en commun intitulé Bodhiguard avec Absztrakkt,. En décembre 2016, le groupe sort l'album intitulé  Goon Bap.

## Discographie

### Albums studio
- 2007 : German Lugers
- 2008 : German Snow
- 2008 : Black Snow
- 2009 : A Fist in the Thought (en collaboration avec Savage Brothers et Lord Lhus)
- 2009 : Black Luger
- 2009 : The Trojan Horse
- 2010 : Kraftwerk
- 2011 : The Iron Fist (en collaboration avec Savage Brothers et Lord Lhus)
- 2011 : Your Favorite MC (en collaboration avec Reef the Lost Cauze)
- 2011 : Sparta (en collaboration avec M.O.P.)
- 2012 : Terroristen Volk
- 2012 : Snowgoons Dynasty
- 2013 : Black Snow 2
- 2014 : #Wakethefuckup (en collaboration avec Onyx)
- 2015 : Trapped in America (en collaboration avec N.B.S)
- 2015 : Gebrüder Grimm
- 2016 : Goon Bap
- 2018 : King (en collaboration avec Nine)
- 2019 : Snowgoons Infantry